# 李廣 (南朝)
李广（？—567年），会稽郡（今浙江省绍兴市）人，中国南北朝后梁军事人物。
李广武勇，事奉萧詧，官至大将军。后梁天保六年（北周天和二年，陈光大元年，567年）沌口之战中，李广先登力战。华皎军败，被吴明彻所擒。李广言辞不屈，遂被陈军杀害。后梁萧岿赠李广为太尉，追封建兴县公。谥号忠武。